# Zomertijd

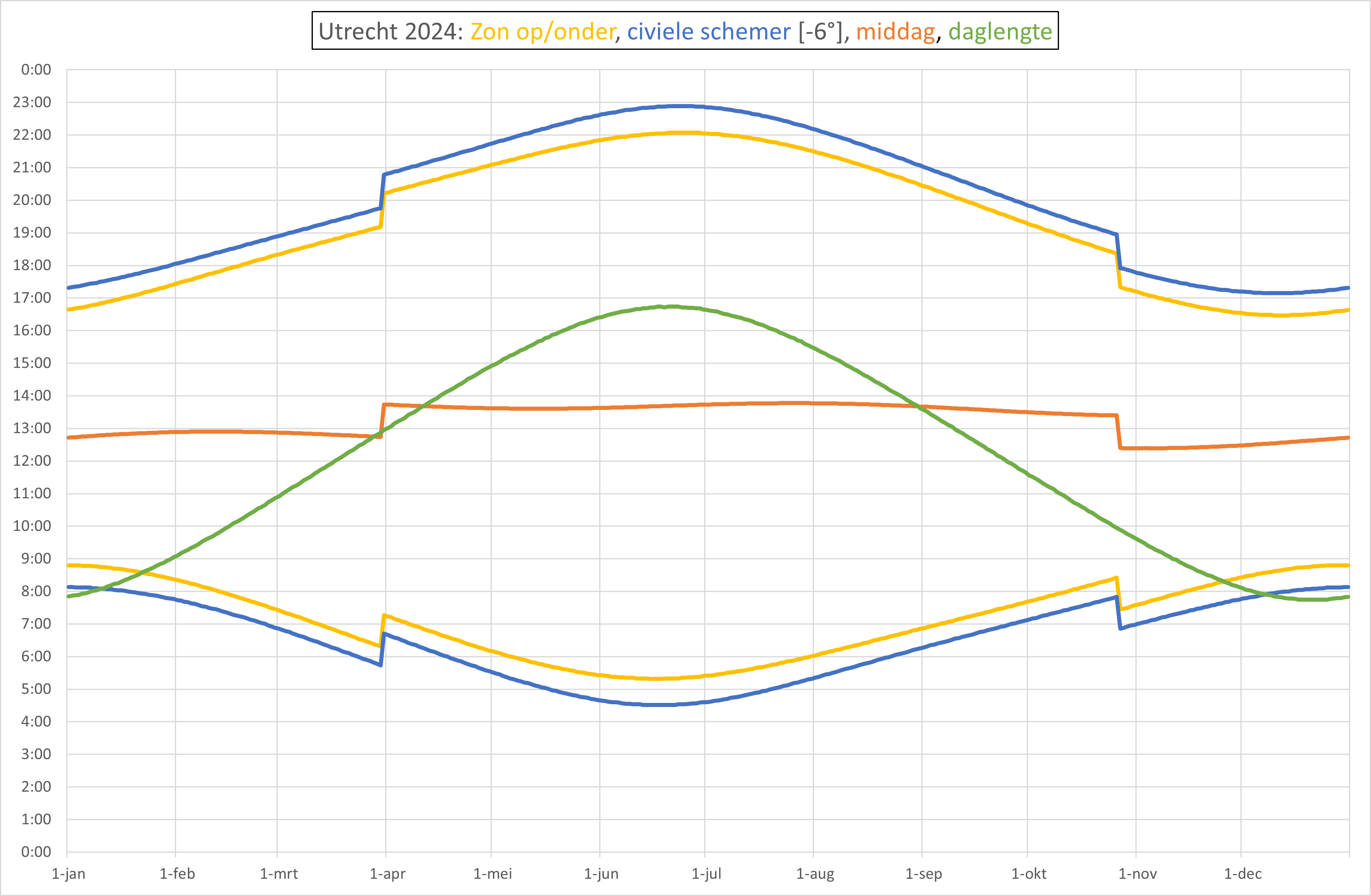
Het effect van zomertijd op de tijd van zonsopkomst, ondergang, schemer en middag (het hoogste punt van de zon) in Utrecht voor het jaar 2024. De daglengte is het aantal zonuren.

Zomertijd (in België ook vaak zomeruur) is de tijd die gedurende de lente, zomer en vroege herfst wordt aangehouden door de klok een uur vooruit te zetten; dit wil zeggen de klok een uur voor te laten lopen op de standaardtijd, die in dit verband ook wel wintertijd genoemd wordt.
In de zomer komt de zon zo vroeg op dat het al licht is terwijl de meeste mensen nog slapen. Door de klok te verzetten lijkt de zon later op te komen en weer onder te gaan. Hierdoor is het volgens de klok 's morgens langer donker en blijft het 's avonds juist langer licht. De periode van daglicht komt zo beter overeen met de periode waarin de meeste mensen wakker zijn. De gedachte achter zomertijd is dat men zo zou kunnen bezuinigen op (elektrische) verlichting. Het energiebesparende effect van zomertijd is echter omstreden.
Ongeveer 70 landen verzetten twee keer per jaar de klok. In de Europese Unie loopt de zomertijd van de laatste zondag van maart tot de laatste zondag van oktober.

## Oorsprong
In de oudheid werd het dagritme flexibel aangepast aan de lengte van de dag. Zo begon de dag voor de Romeinen bij zonsopgang en eindigde hij bij zonsondergang. Die dag werd verdeeld in twaalf uren, en dus waren de uren in de winter korter dan in de zomer. Toen de lengte van een uur in de middeleeuwen werd vastgelegd op zestig minuten ontstond echter een verschil in zonuren tussen de zomer en de winter.
Er is weleens beweerd dat zomertijd voor het eerst voorgesteld werd door Benjamin Franklin en in een anonieme brief aan de redactie van de Journal of Paris. Het artikel was echter als grap bedoeld en bovendien stelde Franklin niet voor om de zomertijd in te voeren, maar dat men in de zomer vroeger moest opstaan en naar bed gaan om te besparen op kaarsen.
Het eerste serieuze voorstel kwam van de Nieuw-Zeelander George Vernon Hudson in 1895, die de tijd wilde aanpassen aan het ritme van de mens in plaats van omgekeerd.
Hij wilde daarom de klok 's zomers twee uur vooruit zetten. De Engelsman William Willett kwam in zijn Waste of Daylight (Verspilling van daglicht) uit 1907 met eenzelfde voorstel, maar hij was niet bij machte om het van de Britse regering gedaan te krijgen, ondanks steun van een aanzienlijke groep parlementsleden.

## Geschiedenis
De eerste praktische toepassing van zomertijd was door het Duitse Keizerrijk gedurende de Eerste Wereldoorlog, vanaf 30 april 1916. De zomertijd werd ook in de bezette gebieden doorgevoerd. Nederland was weliswaar neutraal, maar voerde een dag later (1 mei) eveneens zomertijd in. Het Verenigd Koninkrijk volgde op 21 mei. Deze eerste zomertijd liep tot 1 oktober 1916.
Het Congres van de Verenigde Staten voerde op 19 maart 1918 verschillende tijdzones in (die al sinds 1883 bij de spoorwegen in gebruik waren) en maakte de zomertijd officieel (in werking tredend op 31 maart) voor de rest van de Eerste Wereldoorlog.
Tussen beide wereldoorlogen in en ook tijdens de Tweede Wereldoorlog was in verschillende Europese landen (waaronder Nederland) de zomertijd in gebruik.
De oliecrisis van 1973, die tot een golf van energiebesparende maatregelen leidde, was voor veel Europese landen aanleiding om opnieuw de zomertijd in te voeren. Spanje en Albanië begonnen hier in 1974 mee. In 1975 volgden Griekenland en Cyprus. Frankrijk volgde in 1976, Nederland, België, Luxemburg, Portugal en Polen in 1977, Tsjecho-Slowakije, Bulgarije en Roemenië in 1979. West-Duitsland wachtte nog tot 1980, totdat hierover een afspraak met Oost-Duitsland was gemaakt. Ook Oostenrijk, Denemarken, Hongarije, Noorwegen en Zweden sloten zich toen aan. In 1981 volgden de Sovjet-Unie, Finland, Zwitserland en Liechtenstein, en in 1983 Joegoslavië. Het laatste land binnen Europa dat besloot tot aansluiting was Andorra in 1985. De enige landen waar geen gebruik gemaakt wordt van de zomertijd zijn: Armenië, Azerbeidzjan, Georgië, IJsland, Rusland, Turkije en Wit-Rusland.

## Kritiek
In West-Europa loopt de klok normaal gesproken al voor op de zonnetijd (in de Benelux in de winter circa 35 minuten). Gedurende de zomertijd wordt dit nog een uur meer. Dit extra uur wordt door sommige mensen als te groot ervaren. Een ander bezwaar zijn de moeizame omschakelingen tussen zomer- en wintertijd.
Planten hebben als de zon het hoogst staat meer water nodig. Door het verzetten van de klok is dit in de zomer niet meer tussen 12.00 en 13.00 uur, maar een uur later. Kwekers en verzorgers van planten moeten hier gedurende de zomertijd rekening mee houden. In de tuinbouw wordt de regelapparatuur in de zomermaanden hierop aangepast, zodat de klimaatstrategie voor het gewas niet verandert.
Ook dieren passen zich niet vanzelf aan. Als ze dat al doen, dan alleen na verloop van tijd en als ze afhankelijk zijn van mensen. Dit kan problemen veroorzaken, zoals in de veeteelt waar koeien niet opeens een uur eerder op zullen staan.
Ook mensen hebben moeite zich aan te passen aan wijzigingen in het dagritme. Vooral kinderen, ouderen en avondmensen hebben hier last van, waardoor ze in de week na de aanpassing vermoeid kunnen raken. Ook daarna kan het langer licht blijven 's avonds problemen opleveren met in slaap komen, en slaapproblemen kunnen de arbeidsproductiviteit verlagen.
In 2007 hebben wetenschappers van de Rijksuniversiteit Groningen, in samenwerking met de Ludwig Maximilians-Universiteit te München, de effecten van de klok verzetten op de biologische klok van de mens bestudeerd. Daarbij zijn slaap- en activiteitritmes bestudeerd. Deze studie suggereert dat het uur verschil van grote invloed kan zijn op de biologische klok.
Bij de keuze voor permanente standaardtijd of permanente zomertijd is het beter voor de gezondheid om te kiezen voor de tijd die het beste aansluit bij het natuurlijke dag- en nachtritme, waarbij de zon vroeg opkomt. Dit is het geval bij permanente standaardtijd. Slaap- en gezondheidsstudies laten zien dat wanneer een niet-natuurlijke tijd gekozen wordt, dit een negatieve invloed heeft op gezondheid en welbevinden: slaapduur en slaapkwaliteit nemen af, het aantal mensen met kanker neemt toe, depressies en overgewicht nemen toe en de algemene levensverwachting neemt af. Borisenkov et al. hebben in 2017 drie verschillende tijdsinstellingen onderzocht. Dit was mogelijk doordat Rusland in 2011 de tijdswisseling afschafte en overging naar een permanente zomertijd. In 2014 besloot Rusland echter om over te gaan naar een permanente standaardtijd, omdat de bevolking klaagde dat ze in de winter te vroeg moesten opstaan en dat het ’s ochtends te lang donker bleef. Uit de studie van Borisenkov et al. onder jongeren (n = 7968), bleek dat zij meer last hadden van stemmingswisselingen en een sociale jetlag bij zomertijd in de winter dan bij standaardtijd. Gezien de negatieve effecten van zomertijd op de gezondheid, adviseert het RIVM bij de keuze tussen standaardtijd en zomertijd, om voor standaardtijd te kiezen.
In 2019 publiceerde het RIVM een metastudie over de gezondheidseffecten van de zomertijd, op basis van meer dan 60 wetenschappelijke studies. De conclusie is dat het afschaffen van de zomertijd beter is voor de gezondheid. De tijdswisseling veroorzaakt nadelige gezondheidseffecten. Zo zijn er bijvoorbeeld direct na de wisseling van de zomertijd meer hartinfarcten. Zulke gezondheidseffecten treden niet op bij een vaste tijdsinstelling voor het gehele jaar. Volgens de studie zou het voor de gezondheid nog beter zijn om terug te gaan naar de voor Nederland en België meest natuurlijke tijdzone: de West-Europese tijd (GMT of UTC). Tot 1940 hanteerde Nederland de Amsterdamse Tijd, die 20 minuten voorliep op UTC.
Een uitgebreide studie uit 2025 geeft aan de hand van meer dan 350 referenties een gedetailleerd overzicht van de effecten van de tijdsverandering en de zomertijd. In deze studie analyseren de auteurs Neumann en Blanckenburg de gebieden energieverbruik, gezondheid, criminaliteit, verkeersveiligheid en economie. Op het gebied van gezondheid en economie laten bijna alle studies negatieve effecten zien die een samenleving op de lange termijn kunnen schaden. Wat de misdaadcijfers betreft, kan op basis van de huidige studies geen duidelijke trend worden vastgesteld. Er kan worden aangenomen dat de zomertijd geen significante invloed heeft op criminaliteit. Alleen op het gebied van verkeersveiligheid vinden de onderzoekers ten minste gedeeltelijk positieve effecten voor de korte periode in de eerste twee weken na de omschakeling in het voorjaar. Met betrekking tot het oorspronkelijke doel van energiebesparing wordt benadrukt dat dit in de huidige studies over het algemeen niet meer kan worden bewezen en dat het in de toekomst zelfs mogelijk is dat er meer elektriciteit wordt verbruikt tijdens de zomertijd. Concluderend benadrukken de auteurs dat de afschaffing van de tijdsverandering en het behoud van de standaardtijd gedurende het hele jaar vanuit wetenschappelijk oogpunt wordt aanbevolen.
Niettemin houdt de polemiek over het wel of niet opheffen van de zomertijd in Nederland aan, zoals begin november 2019 blijkt op de opiniepagina's van de dagbladen. Voorstanders van permanente zomertijd argumenteren dat op deze manier het aantal uren daglicht aangepast wordt aan het ritme van de meeste mensen. Er wordt gewezen op de vroege zonsopgang in de zomer (04.19 uur in Amsterdam op 21 juni bijvoorbeeld) bij de adaptatie naar permanente wintertijd. Sinds 2018 beraadt de Europese Unie zich over de afschaffing van de tijdswissel. Bij een bevraging van de Europese Unie in juli 2018 bleek dat 80 procent van de respondenten voor een afschaffing was. In het scenario koos een meerderheid voor het aannemen van permanente zomertijd.

## Eenduidigheid tijdsaanduiding
Bij de overgang van zomertijd naar wintertijd zijn er nominale tijdstippen die elk refereren aan twee reële tijdstippen. Om dubbelzinnigheid te voorkomen is het verstandig in voorkomende gevallen te vermelden of het zomertijd of wintertijd betreft. In Nederlandse ambtelijke stukken is dat verplicht. De Wet tot nadere regeling van de wettelijke tijd formuleert dit als volgt: Wanneer enig ambtelijk geschrift een tijdaanwijzing bevat welke betrekking heeft op het laatste uur van het tijdvak [van de zomertijd] wordt bij de tijdaanwijzing aangegeven dat deze Midden-Europese Zomertijd betreft.
Als het al of niet van toepassing zijn van zomertijd onderdeel vormt van de tijdrekening, dan verandert de tijdrekening tweemaal per jaar en is de genoemde vermelding die van de toegepaste tijdrekening. Als het systeem van zomertijd onderdeel vormt van de tijdrekening dan verandert de tijdrekening alleen als het systeem wordt veranderd. De genoemde vermelding is dan een onderdeel van de vermelding van de tijd binnen een niet veranderende tijdrekening.

## Permanente zomer- of wintertijd
Permanente standaardtijd of permanente zomertijd veronderstelt de afschaffing van de tijdomschakeling. Permanente zomertijd in de ene tijdzone komt overeen met permanente wintertijd in een andere tijdzone. Invoering van permanente zomertijd kan dus ook worden opgevat als afschaffing van de zomertijd en wijziging van de tijdzone. De zomertijd ligt altijd ten oosten van de standaardtijd. De invoering van de permanente zomertijd kan daarom ook worden opgevat als een overgang naar de volgende oostelijke tijdzone.

## Gebruik in verschillende landen

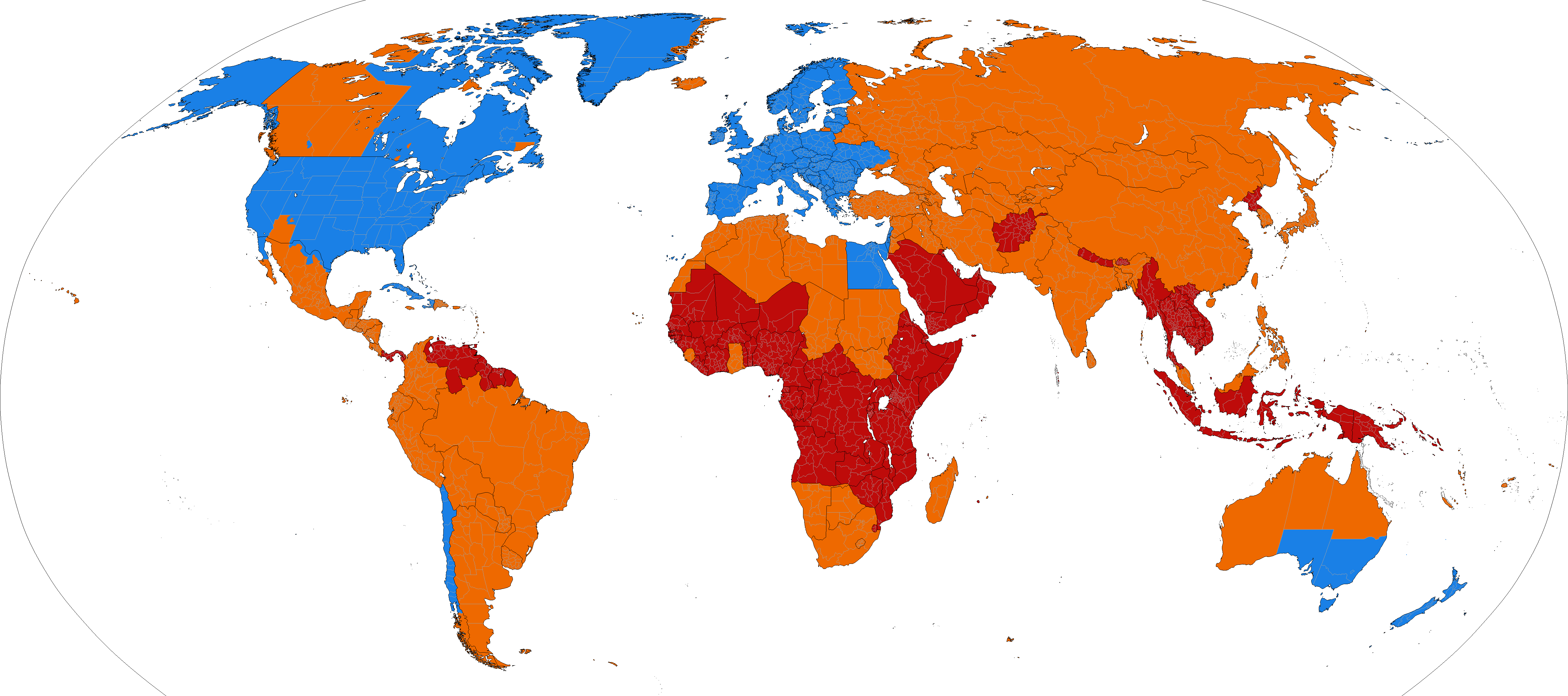
Gebieden die zomertijd gebruiken
Gebieden die geen zomertijd meer gebruiken
Gebieden die nooit zomertijd hebben gebruikt
Zie ook Lijst van landen zonder zomertijd.

### Algemeen
De zomertijd heeft alleen zin in gebieden tussen de keerkringen en de poolcirkels, daar de lengte van de tropendag niet voldoende varieert en zomerdagen aan de beide polen geen nacht hebben. Hawaï, Thailand en de noordelijke gedeelten van Australië bijvoorbeeld gebruiken geen zomertijd. Ook IJsland gebruikt geen zomertijd.
Verder kan opgemerkt worden dat zomer en winter op het noordelijk halfrond in andere maanden vallen dan op het zuidelijk halfrond. Rond de tijd dat men in bijvoorbeeld Europa de klok een uur vooruit zet, zet men in (delen van) Australië, waar het later is dan in Europa, de klok juist een uur achteruit, terug naar standaardtijd. Het tijdsverschil is daar in de Europese zomer twee uur minder dan in de Europese winter (de klokken worden in elkaars richting verzet). Ook in delen van Zuid-Amerika gaat de klok terug naar standaardtijd als in Europa de zomertijd ingaat. Doordat het daar vroeger is dan in Europa, resulteert dat in een tijdsverschil met Europa dat 's zomers twee uur meer is dan 's winters.

### Australië
In Australië is het al dan niet gebruiken van zomertijd een aangelegenheid voor iedere staat/territorium individueel. Het Australisch Hoofdstedelijk Territorium, Zuid-Australië, New South Wales, Tasmanië en Victoria gebruiken zomertijd. Het tot New South Wales behorende Lord Howe-eiland is uniek in die zin dat het verschil tussen zomer- en wintertijd geen heel, maar een half uur is. Het Noordelijk Territorium, West-Australië en Queensland gebruiken geen zomertijd. Queensland probeerde het begin jaren zeventig en opnieuw in de jaren negentig, maar het sloeg niet aan en werd weer afgeschaft. West-Australië probeerde het tussen 1917 en 1992 zes keer in te voeren, maar drie keer werd het door een nipte meerderheid van de bevolking in een referendum verworpen.
Voor de Olympische Zomerspelen 2000 in Sydney werd de zomertijd twee maanden vroeger dan normaal ingevoerd (op 27 augustus in plaats van op de laatste zondag van oktober), om de atleten en toeschouwers 's avonds meer van het daglicht te kunnen laten genieten.
Sinds 2008 gaat de zomertijd in op de eerste zondag van oktober en eindigt op de eerste zondag van april.

### België
Tijdens de Eerste Wereldoorlog voerde Duitsland vanaf 30 april 1916 de zomertijd ook in in bezet België. Van 1919 tot en met begin 1940 werd in België jaarlijks op onregelmatige data de zomertijd ingevoerd. Het Koninklijk besluit van 15 september 1928 stelde vast dat de zomertijd elk jaar, in de nacht van de 2e of 3e zaterdag op zondag van de maand april, om 2 uur, begon, om in de nacht van de 1e zaterdag op zondag van de maand oktober, om 3 uur, te eindigen. In mei 1940 werd de klok, die toen al op zomertijd over was gegaan, op last van de Duitse bezettingsmacht nóg een uur verzet: voorheen liep de klok in België op de Greenwich Mean Time (UTC / GMT) en vanaf dat moment op de Midden-Europese Tijd (CET). De zomertijd die in 1940 ingegaan was, liep tot eind 1942. Van 1943 tot en met 1946 en vervolgens sinds 1977 gebruikt België zomertijd.

### Brazilië
Brazilië experimenteerde voor het eerst met zomertijd in 1931. In 1985 werd de zomertijd definitief ingevoerd, voor het gehele land. Nadien vielen stapsgewijs de meeste deelstaten in het noorden en noordoosten af, en vanaf 2003 gold de zomertijd alleen nog in de elf zuidelijkste staten van het land (Rio Grande do Sul, Santa Catarina, Paraná, São Paulo, Rio de Janeiro, Espírito Santo, Minas Gerais, Goiás, Mato Grosso, Mato Grosso do Sul en Distrito Federal). Tot en met 2007 waren de begin- en eindmomenten variabel. Dit werd ieder jaar per presidentieel decreet bepaald. Gewoonlijk begon de zomertijd om middernacht op een zondag in oktober (een enkele keer in november) en eindigde hij om middernacht op een zondag in februari of maart. Vanaf 2008 begon de zomertijd altijd op de derde zondag in oktober en eindigde hij altijd op de derde zondag in februari, behalve wanneer deze samenviel met carnaval, want dan werd de zomertijd met een week verlengd. Sinds 2019 gebruikt Brazilië geen zomertijd meer.

### Canada
Het gebruik van zomertijd is in Canada een provinciale bevoegdheid. Alberta, Brits-Columbia, Manitoba, New Brunswick, Ontario, Prince Edward Island, de Northwest Territories, Nova Scotia, Québec en Yukon volgen de Verenigde Staten en starten dus sinds 2007 de zomertijd op de tweede zondag van maart en stoppen deze weer op de eerste zondag van november. In Brits-Columbia, Nunavut, Ontario en Quebec zijn gebieden die geen zomertijd gebruiken. Saskatchewan kent geen zomer- of wintertijd.

### Chili
Chili gebruikt sinds 1927 zomertijd. Destijds was het land verdeeld in twee tijdzones. De huidige wet uit 2008 geldt voor het hele land en bepaalt dat de zomertijd begint om middernacht op de laatste zaterdag van oktober en weer eindigt om middernacht op de tweede zaterdag van maart. In bepaalde jaren werden die data aangepast om politieke of klimatologische redenen. In 2015 heeft de regering besloten om definitief in de zomertijd te blijven.

### China
De Volksrepubliek China heeft van eind jaren tachtig tot begin jaren negentig de zomertijd getest. Onder meer vanwege de grootte van het land werd zomertijd niet praktisch bevonden. China gebruikt sindsdien één tijdzone die geldt voor het hele land. China's eerste zomertijd begon in 1986 op 3 mei om middernacht. De volgende jaren begon het telkens halfweg april. De zomertijd liep halfweg september af tot hij eind 1991 afgeschaft werd.

### Duitsland
Van 1916-1919 en van 1940-1950 kende Duitsland zomertijd, die van 1940-1942 ook doorliep in de winter. In 1945 werd in de Duitse Sovjetzone de klok nog een uur teruggezet om gelijk te lopen met de tijd in Moskou. In de wintertijd was er toen een tijdsverschil van 2 uur tussen de beide Duitslanden. In 1950 werd de zomertijd afgeschaft. In 1977, toen in de meeste Europese landen de zomertijd werd ingevoerd, deed West-Duitsland niet mee omdat het geen tijdsverschil met Oost-Duitsland wilde hebben. In 1980 werd in beide landen de zomertijd alsnog ingevoerd. Van 1977 tot 1980 was er in de zomer daardoor een uur tijdsverschil met Nederland.

### Cuba
Cuba gebruikt al lang zomertijd en gebruikt daarbij een variabele periode. Het land had bijvoorbeeld een doorlopende zomertijd van 27 maart 2004 tot 29 oktober 2006, een periode van ruim twee en een half jaar. Sinds 2007 verloopt de zomertijd weer regelmatig.

### Egypte
Egypte heeft lang gebruikgemaakt van de zomertijd. Normaal gesproken begon die op de laatste vrijdag van april en duurde tot de laatste donderdag van september, telkens om middernacht. In 2010 werd de zomertijd gedurende de ramadan tijdelijk onderbroken, zodat dat jaar de klok vier keer verzet moest worden. Op 20 april 2011 werd de zomertijd afgeschaft. In het voorjaar van 2014 is wederom besloten om de zomertijd in te voeren, met een onderbreking tijdens de ramadan. In het voorjaar van 2015 is de zomertijd weer afgeschaft na felle tegenstand vanuit de bevolking. Om energie te besparen, werd de zomertijd echter weer ingevoerd in 2023.

### Europa

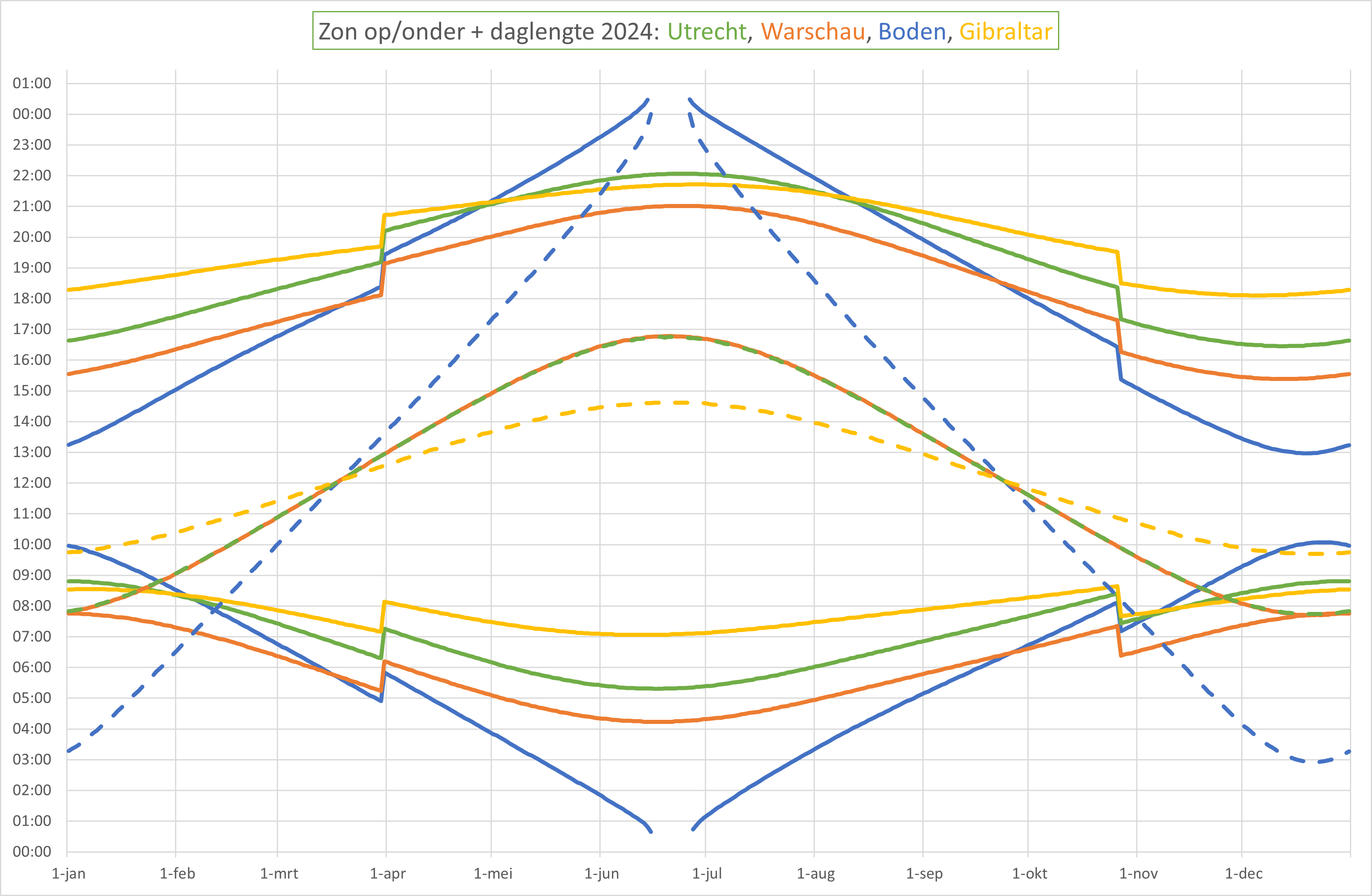
Zontijden voor vier steden in dezelfde tijdzone met zomertijd. Utrecht en Warschau hebben nagenoeg dezelfde daglengte (stippellijn), maar in Utrecht is alles een uur later. Het noordelijk gelegen Boden heeft een groter verschil in de daglengte over het jaar heen. Het zuidelijk gelegen Gibraltar heeft een kleiner verschil in daglengte, en relatief weinig spreiding in de tijd van zonsopkomst.

In Europa geldt een richtlijn die is vastgesteld door de Europese Unie, met als titel "Richtlĳn 2000/84/EG van het Europees Parlement en de Raad van 19 januari 2001 betreffende de zomertĳd ". Deze geldt voor alle landen van de EU, behalve de overzeese gebieden. Sinds 2002 luidt de regel als volgt:
- De zomertijd begint op de laatste zondag van maart, als de klok om 1.00 uur UTC (Nederlandse/Belgische tijd: 2.00 uur) een uur vooruit wordt gezet, en eindigt op de laatste zondag van oktober, als de klok om 1.00 uur UTC (Nederland/België: 3.00 uur zomertijd) een uur terug wordt gezet.[25] Doordat het tijdstip van overgang gekoppeld is aan 1.00 uur UTC wordt in alle Europese tijdzones (west, centraal en oost) de klok op hetzelfde moment verzet. De begindatum volgens deze regel varieert van 25 maart (als de "doomsday" woensdag is, zoals in 2018) tot en met 31 maart (als de doomsday donderdag is, zoals in 2019), en de einddatum van 25 oktober (als de doomsday zaterdag is, zoals in 2020) tot en met 31 oktober (als de doomsday zondag is, zoals in 2021). Voor de data van vorig jaar tot en met over 3 jaar zie rechtsboven.

Ook vrijwel alle landen in Europa die geen lid zijn van de EU volgen deze richtlijn. Uitzonderingen zijn de landen die geen zomertijd gebruiken: IJsland, Rusland, Wit-Rusland, Armenië, Georgië en Turkije.
Voor 2002 waren de regels iets anders:
- Van 1981 tot en met 1995 liep de zomertijd van de laatste zondag van maart tot de laatste zondag van september. Hierdoor was de vroegste begindatum 25 maart (in 1984 en 1990) en de laatste einddatum 30 september (eveneens in 1984 en 1990). Zomer- en wintertijd duurden dus elk ongeveer zes maanden.
- Vanaf 1996 eindigde de zomertijd, volgens een wijziging in de richtlijn, op de laatste zondag van oktober.[26] Deze wijziging werd doorgevoerd om de zomertijd met die in het Verenigd Koninkrijk te synchroniseren. Sindsdien duurt de zomertijd dus ongeveer zeven maanden.
- Tussen 1996 en 2002 hadden enkele Europese landen een afwijkende regeling ten opzichte van de huidige.

Op 8 februari 2018 heeft een meerderheid van het Europees Parlement voor een motie gestemd om een onderzoek in te stellen naar de effecten van het verzetten van de klok in het voor- en najaar. Uit een enquête als onderdeel van het onderzoek is onder andere gebleken dat 80% van de 4,6 miljoen respondenten voor het afschaffen ervan is. Jean-Claude Juncker, voormalig voorzitter van de Europese Commissie, pleitte (sinds augustus 2018) voor afschaffing van het verzetten van de klok. De Europese Commissie wil voortaan lidstaten het verzetten van de klok vanwege het seizoen verbieden; wel zou aan de lidstaten worden overgelaten of zij voor een permanente zomertijd of standaardtijd zouden kiezen. Anders gezegd: de Europese Commissie wil voortaan de zomertijd verbieden; wel zou aan de lidstaten worden overgelaten hun tijdzone te kiezen.
Voordat het seizoensgebonden verzetten van de klok wordt afgeschaft of veranderd, en bij afschaffing wordt gekozen voor winter- of zomertijd, zal er in de diverse Europese landen nog veel discussie gevoerd worden.

### Filipijnen
Op de Filipijnen werd van 1986 tot 1998 sporadisch met zomertijd geëxperimenteerd, telkens gedurende een korte periode. Dit vooral vanwege de energiecrisis waarin het land zich bevond. Het doel was om het energieverbruik te verminderen. In april 2006 stelde het Filipijnse ministerie van Handel en Industrie de maatregel opnieuw voor tegen de stijgende olieprijzen.

### Guatemala
Guatemala had in 1973, 1983 en 1991 zomertijd. Op respectievelijk 24 november, 20 mei en 22 maart om 23.59:59 uur ging de klok een uur vooruit om op resp. 23 februari en 23 en 6 september weer achteruit te gaan. Op 29 april 2006 ging de zomertijd weer in en op 30 september liep ze weer af.

### Honduras
Honduras had in de jaren tachtig twee keer zomertijd. Op 2 mei 1987 en 30 april 1988 werd om 23.59:59 uur een uur overgeslagen. Op resp. 26 en 24 september van hetzelfde jaar werd het uur weer teruggezet. Ook van mei tot september 1994 was de zomertijd van kracht, om in een tijd van droogte, en daarmee energietekort, energie te sparen. Daarna was de zomertijd in onbruik, op een korte periode van mei tot augustus 2006 na.

### India
India heeft korte tijd zomertijd gebruikt tijdens de Indiaas-Pakistaanse Oorlog van 1971. Verder heeft het land het systeem nooit gebruikt.

### Iran
Iran had zomertijd voor 1970. Tussen 1970 en 1976 was er geen zomertijd, net als van 1981 tot 1990. Van 1990 tot 2005 had het land een zomertijd die begon om middernacht in de nacht van 20 op 21 maart en eindigde op 21 september. In 2005 werd er weer mee gestopt. Tussen 2008 en 2022 werd er weer gebruik van zomertijd gemaakt.

### Israël en Palestina
Sinds 2013 begint de zomertijd van Israël op de vrijdag voor de laatste zondag in maart (dan gaat de klok van 2.00 naar 3.00 uur), dus twee dagen eerder dan in Europa. Hij eindigt op de laatste zondag van oktober, net als in Europa, maar de klok gaat van 2.00 naar 1.00 uur.
De door Israël bezette Palestijnse gebieden hanteren dezelfde tijd als Israël.

### Italië
Italië begon in 1966 met een jaarlijkse zomertijd.

### Japan
In Japan had men van 1948 tot 1951 zomertijd, die liep van mei tot september.

### Jordanië
Jordanië gebruikt al lang zomertijd. Er werden weleens een of meer jaren overgeslagen, de laatste keer van 1979 tot 1984, maar sindsdien is de zomertijd weer in gebruik. De zomertijd begint er eind maart om middernacht en eindigt meestal eind september. Voor 2006 was dat telkens de 29ste van de maand. In oktober 2012 heeft Jordanië besloten de klok niet terug te zetten. Hierdoor was de zomertijd het hele jaar door de officiële tijd in Jordanië. Eind 2013 is deze beslissing teruggedraaid. Jordanië heeft sinds 2013 een jaarlijkse zomertijd van de laatste vrijdag van maart tot de laatste vrijdag van oktober.

### Kirgizië
Kirgizië had tussen 1981 tot en met 2005 onafgebroken de zomertijd. In 2005 werd na een stemming besloten met de zomertijd te stoppen. Tegelijkertijd werd dan vanaf 11 augustus 2005 de tijdzone van Kirgizië permanent van UTC +5 naar UTC +6 (dus één tijdzone oostelijker) gebracht, wat eigenlijk neerkomt op een 'doorlopende zomertijd'. Dit werd gedaan om energie te kunnen blijven besparen.

### Libië
Libië veranderde in 2012 van tijdzone en was voornemens voortaan zomertijd toe te passen van de laatste vrijdag in maart tot en met de laatste vrijdag in oktober. In 2013 werd vlak voor het aflopen van de zomertijd echter besloten de klok niet terug te zetten.

### Marokko
Marokko heeft de zomertijd ingevoerd in 2008 na een lange afwezigheid sinds 1978. In de jaren 2008, 2009, 2010, 2011 en 2012 vond de tijdswisseling plaats op verschillende data. In 2013 heeft de regering besloten om de zomertijd gelijk te laten lopen met Europa. Indien van toepassing, wordt de zomertijd tijdens de ramadan onderbroken. Door deze beslissing wordt de klok in Marokko tot viermaal per jaar verzet. In 2018 heeft de Marokkaanse regering op de valreep, namelijk enkele dagen voor het einde van de zomertijd, besloten vanaf dat moment het hele jaar de zomertijd aan te houden.

### Mexico
In Mexico werd de zomertijd in 1996 op nationaal niveau ingevoerd vanwege de belangrijker wordende economische relatie met de Verenigde Staten. Alleen de staat Sonora gebruikt sinds 1998 geen zomertijd meer, omdat deze staat grenst aan de Amerikaanse staat Arizona die ook geen zomertijd gebruikt. De VS hebben de begin- en eindmomenten in 2007 gewijzigd, maar Mexico was niet van plan om hierin mee te gaan.
De zomertijd is in zijn algemeenheid zeer omstreden in Mexico; veel (voornamelijk inheemse) inwoners van Zuid-Mexico weigerden hem toe te passen. Sinds 2023 is de zomertijd afgeschaft in heel Mexico, met uitzondering van Baja California en enkele aan de Verenigde Staten grenzende gemeentes.

### Mongolië
In Mongolië werd van 1983 tot 1998, van 2001 tot 2006 en van 2015 tot eind 2016 een zomertijd gehanteerd. In 2017 werd besloten om de zomertijd af te schaffen. Gezondheidsklachten en verstoorde vluchtschema's zouden de voornaamste redenen zijn voor dit besluit.

### Namibië
Namibië heeft in 2018 de wintertijd afgeschaft en hanteert sindsdien standaard de zomertijd (tijdzone UTC+2). Namibië hanteert al sinds 1994 een zomertijd.

### Nederland

#### Europees Nederland
De zomertijd had niet altijd  dezelfde begindatum:
- 1916-1939: voor de vaststelling van de duur van de zomertijd werden verschillende regels toegepast, zoals blijkt uit de jaarlijkse publicaties in het Staatsblad. De vroegste begindatum was 26 maart (in 1922), de laatste einddatum 8 oktober (in 1922, 1933 en 1939).
- 1940-1942: ononderbroken zomertijd van 16 mei 1940 tot 2 november 1942. In 1940 werd ook omgeschakeld van Amsterdamse Tijd naar Midden-Europese Tijd, op last van de Duitse bezetter. In deze tijd werd het in de winter in december en  januari pas rond 9.30 uur licht, 's middags daarentegen bleef het dan tot 18.00 uur licht.
- 1943: zomertijd van 29 maart tot 4 oktober
- 1944: zomertijd van 3 april tot 2 oktober
- 1945: zomertijd van 2 april tot 16 september
- 1946-1976: geen zomertijd
- 1977-1980: zomertijd loopt van de eerste zondag van april tot de laatste zondag vóór 2 oktober. De vroegste begindatum was 1 april (in 1979), de laatste einddatum 1 oktober (in 1978).
- Sinds 1981 gelden de regels zoals vastgesteld in een richtlijn van de Europese Unie.

Sinds 24 maart 1977 is de Wet tot nadere regeling van de wettelijke tijd van kracht. Deze maakt het mogelijk een zomertijd vast te stellen. Het Besluit van 5 december 2001 tot vaststelling van de zomertijd regelt de zomertijd sinds 2002.

#### Overzeese gebieden
In de overzeese gebieden van het Koninkrijk der Nederlanden (Aruba, Curaçao, Sint Maarten en de BES-eilanden) geldt geen zomertijd. Hierdoor bedraagt het tijdverschil met deze gebieden in de zomer zes uur en in de winter vijf uur.

### Nieuw-Zeeland
In Nieuw-Zeeland wordt elk jaar, op de laatste zondag van september, om 2 uur 's nachts de tijd één uur vooruit gezet. Op de eerste zondag van april om 3 uur 's nachts loopt de zomertijd weer af. Het land heeft zomertijd sinds 1929. Sommige bases op Antarctica, die vanuit Nieuw-Zeeland worden bevoorraad, volgen deze regeling mee, hoewel het er in de zomer permanent licht is en in de winter permanent donker.

### Pakistan
In Pakistan zijn geen vaste regels met betrekking tot zomertijd. In 2002 werd zomertijd voor het eerst gebruikt. De daaropvolgende keer was in 2008 toen de zomertijd liep van 1 juni 0.00 uur tot 1 november 0.00 uur. Oorspronkelijk was het de bedoeling de zomertijd een maand eerder af te laten lopen. In 2009 liep de zomertijd van 15 april 0.00 uur tot 1 november 0.00 uur en in 2010 werd geen zomertijd gebruikt.

### Peru
Peru gebruikt sinds 1994 geen zomertijd, maar heeft het in de jaren tachtig en negentig wel enkele keren toegepast. Op 31 december 1985, 1986, 1989 en 1993 om 23.59:59 uur werd de klok telkens één uur vooruitgezet, om op 31 maart van het volgende jaar op hetzelfde uur weer te worden teruggezet.

### Portugal
Portugal kende zomertijd tot en met 1965, maar stopte hiermee toen het in 1966 overging van West-Europese Tijd (GMT) naar Centraal-Europese Tijd (GMT+1), wat neerkwam op permanente zomertijd. Dit duurde tot en met 1976, waarna Portugal terugging naar GMT en vanaf 1977 weer zomertijd invoerde. Uit praktische overwegingen (afstemming Europese agenda's) werd besloten om dezelfde tijdzone te hanteren als de rest van Europa. Om dit te doen, werd in het najaar van 1992 de wintertijd niet ingevoerd. In 1996 werd deze beslissing teruggedraaid, omdat de nieuwe tijd slecht uitpakte voor de gezondheid van de burgers. Om de oude tijd terug te krijgen, werd in maart 1996 de klok eenmalig niet vooruit gezet.

### Rusland en de voormalige Sovjet-Unie
Op 1 april 1981 werd in de Sovjet-Unie de (Moskouse) zomertijd ingevoerd. Toen de Sovjet-Unie uiteenviel, bleef men in Rusland de zomertijd gebruiken. De data van de uurwijzigingen waren dezelfde als die in andere landen in Europa, maar de verandering gebeurde om 2.00 uur (lokale tijd).
Op 8 februari 2011 besloot president Dmitri Medvedev in Rusland de klokken na de ingang van de zomertijd dat jaar niet meer terug te zetten. Hij haalde hierbij de gebruikelijke tegenargumenten aan als reden. Een jaar eerder bracht Medvedev ook het aantal tijdzones in Rusland terug van elf naar negen.
In 2014 besloot Rusland de maatregelen van Medvedev terug te draaien. Vladimir Poetin tekende een wet die een einde maakte aan het zomertijdexperiment. Rusland ging per 26 oktober 2014 terug naar wintertijd en gebruikt sindsdien geen zomertijd meer. Ook werden de oorspronkelijke tijdzones weer ingevoerd.

### Syrië
Syrië heeft  lang zomertijd gebruikt. De begin- en einddata ervan werden weleens gewijzigd en de zomertijd werd ook weleens overgeslagen, onder andere van 1979 tot 1982 en in 1985. In 2006 begon de zomertijd op 31 maart om middernacht en duurde tot 20 september. In de jaren daarvoor was dat tot 30 september. In 2022 is Syrië overgeschakeld naar UTC+03:00, equivalent aan permanente zomertijd.

### Taiwan
Taiwan had zomertijd van 1945 tot 1961. In 1974 en in 1975 begon de zomertijd op 31 maart om 23.59:59 uur en stopte op 30 september. Op 29 juni 1980 begon Taiwans vooralsnog laatste zomertijd, die duurde tot 29 september.

### Tunesië
Tunesië heeft in de voorbije decennia enkele keren zomertijd toegepast, waarbij die inging in de periode maart-mei en weer afliep eind september. Zo had het land van 1977 tot 1978 en van 1988 tot 1990 de zomertijd. In 2005 werd het systeem weer ingevoerd met ingang op 30 april om middernacht tot 30 september. Van 2006 tot 2009 werd het Europese systeem gevolgd (zie aldaar). Tunesië voerde de zomertijd in om energie te besparen maar schafte de zomertijd in 2009 weer af.

### Verenigd Koninkrijk en Ierland
Tijdens en na de Tweede Wereldoorlog kende men in het Verenigd Koninkrijk (standaardtijd: GMT) zelfs een dubbele zomertijd: 'British Double Summer Time' (BDST) – van 1940 tot 1945 en 1947, dat wil zeggen het gehele jaar zomertijd van GMT+1: 'British Summer Time' (BST) en hierbinnen gedurende de zomers van 1941 tot 1945 een 'tweede zomertijd' (GMT+2). In het najaar van 1945 werd de klok weer op GMT teruggezet. Wegens brandstoftekorten werd gedurende het jaar 1947 weer de regeling van 1941 tot 1945 doorgevoerd (GMT+2). In daaropvolgende jaren beperkte men zich weer tot gewone zomertijd (GMT+1), waarmee men 's zomers gelijkliep met de meeste andere West-Europese landen. Van 18 februari 1968 tot en met 31 oktober 1971 hanteerde men permanent een tijd van GMT+1. Na veel kritiek keerde men in 1972 terug naar een gewone zomertijd. Tussen 1972 en 1976 was er in het Verenigd Koninkrijk in de zomer geen tijdsverschil met België, Luxemburg en Nederland. Ierland loopt sinds de Tweede Wereldoorlog volledig gelijk met Groot-Brittannië.

### Verenigde Staten
De zomertijd werd in 1918 en 1919 gedurende zeven maanden in acht genomen. De wet bleek echter zo onpopulair (hoofdzakelijk doordat men destijds meestal vroeger opstond en eerder naar bed ging dan tegenwoordig) dat deze werd afgeschaft. Sindsdien regelden de staten zelf hun zomertijd, totdat de Uniform Time Act van 1966 dit weer harmoniseerde. Voor 2007 ging in de Verenigde Staten de zomertijd in op de eerste zondag in april en eindigde hij op de laatste zondag in oktober. In 2007 is deze regeling gewijzigd. De zomertijd gaat sinds dat jaar in op de tweede zondag in maart en eindigt op de eerste zondag in november. In de VS duurt de zomertijdperiode sinds 2007 dus ongeveer één maand langer dan in de EU. De staten Hawaï en Arizona doen echter niet mee aan de zomertijd. Hawaï heeft gezien zijn tropische ligging geen grote verschillen in het aantal uren daglicht en Arizona heeft zulke hoge temperaturen dat meer airconditioning energiebesparingen teniet zou doen. Uitzondering op de regel zijn de indianenreservaten in Arizona, die wél zomertijd gebruiken. In Alaska gaan stemmen op om de zomertijd af te schaffen. Door de noordelijke ligging heeft deze staat in de zomer bijna permanent daglicht en is zomertijd overbodig. In Colorado wilden velen de zomertijd afgeschaft zien, maar dat voorstel werd in 2000 niet aanvaard. Ook in Nevada werd in 2005 een dergelijk voorstel afgevoerd. Indiana gebruikte decennialang geen zomertijd, maar voerde hem in april 2006 in. Ten slotte gebruiken de volgende overzeese gebieden van de VS geen zomertijd: Amerikaans-Samoa, Guam, Puerto Rico en de Amerikaanse Maagdeneilanden.

### Zuid-Korea
In Zuid-Korea werd de zomertijd gebruikt van 1948 tot 1951, van 1955 tot 1960, in 1987 en in 1988. Die laatste twee jaren begon de zomertijd op respectievelijk 9 en 7 mei om 23.59:59 uur en liep tot respectievelijk 10 en 8 oktober. Na 1988 heeft het land geen zomertijd meer gebruikt.